# Springbrook (Iowa)
Springbrook es una ciudad ubicada en el condado de Jackson en el estado estadounidense de Iowa. En el Censo de 2010 tenía una población de 144 habitantes y una densidad poblacional de 92,97 personas por km².

## Geografía
Springbrook se encuentra ubicada en las coordenadas 42°9′56″N 90°28′45″O / 42.16556, -90.47917. Según la Oficina del Censo de los Estados Unidos, Springbrook tiene una superficie total de 1.55 km², de la cual 1.55 km² corresponden a tierra firme y (0%) 0 km² es agua.

## Demografía
Según el censo de 2010, había 144 personas residiendo en Springbrook. La densidad de población era de 92,97 hab./km². De los 144 habitantes, Springbrook estaba compuesto por el 100% blancos, el 0% eran afroamericanos, el 0% eran amerindios, el 0% eran asiáticos, el 0% eran isleños del Pacífico, el 0% eran de otras razas y el 0% pertenecían a dos o más razas. Del total de la población el 0% eran hispanos o latinos de cualquier raza.